# Happy Time Happy Song
「Happy Time Happy Song」（ハッピー・タイム・ハッピー・ソング）は、1999年2月5日に発売されたKAN26作目のシングル。
テレビ朝日系「ナイナイナ」テーマソング。

## 収録曲
1. Happy Time Happy Song
  - 作詞・作曲：KAN　編曲：KAN・小林信吾
2. 女神 VENUS （Bon Marché）
  - 作詞・作曲：Veau　編曲：Bon Marché